# Caryospora coniophanis
Caryospora coniophanis – gatunek pasożytniczych pierwotniaków należący do rodziny Eimeriidae z podtypu Apicomplexa, które kiedyś były klasyfikowane jako protista. Występuje jako pasożyt węży. C. coniophanis cechuje się oocystą zawierającą jedną sporocystę. Z kolei każda sporocysta zawiera 8 sporozoitów.
Obecność tego pasożyta stwierdzono u Coniophanes imperialis należącego do rodziny zdradnicowatych (Elapidae).
Występuje na terenie Ameryki Środkowej.

## Sporulowana oocysta
Jest kształtu sferoidalnego, posiada 2 ściany o grubości 1,3 μm, barwy żółto-brązowej. Posiada następujące rozmiary: długość 17 – 20 μm, szerokość 16 – 20 μm. Brak mikropyli.

## Sporulowana sporocysta i sporozoity
Sporocysty kształtu owoidalnego o długości 12 – 15 μm, szerokości 8 – 10 μm. Występuje ciałko Stieda. Sporozoity w kształcie kiełbasek, jądra nie obserwowane.